# Hannes Bertolini
Hannes Bertolini (geb. in Salzburg) ist ein österreichischer Komponist, Musikproduzent, Multiinstrumentalist, Tonmeister und Sprecher. Er lebt und arbeitet derzeit in Wien. Bertolini zeichnet unter anderem für vielzählige Musikkennungen und Titelmelodien des ORF verantwortlich.

## Biographie
Bertolini besuchte das Musische Gymnasium in Salzburg, studierte Schlagwerk bei Michael Honzak (Friedrich Gulda), und lernte Klavier. Anfang der 90er komponierte er mit Werner Raditschnig experimentelle Live-Performances („Der Schädel“, Residenzplatz Salzburg 1991), „Electroacoustic Performance Studio“ (wiederholte Auftritte). 1991 ging Bertolini nach Wien und absolvierte die Tonmeisterausbildung an der SAE Institute (School of Audio Engineering). Veröffentlichungen als Musikjournalist und Leitung des Digital Audio Department bei Apple/Hard&Soft, erste Arbeiten für Werbung und Industriefilm.
1996 gründete Bertolini das Tonstudio bertolini.sound am Salzgries im 1. Wiener Gemeindebezirk, 1997 Übersiedlung in die Wiener Mariahilfer Straße (heute unter dem Namen Blautöne bekannt), 2004 Neugründung unter dem Namen bertolini.music.

## Persönliches
Bertolini ist nebenberuflich dipl. Lebens- und Sozialberater sowie systemischer Struktur- und Familienstrukturaufsteller. Als professioneller Sprecher ist er auch in vielen Österreichischen Medien zu hören.

## Auftragsarbeiten
Bertolini ist ein in öffentlichen österreichischen Medien oft gehörter Komponist. Neben Arbeiten für Fernsehen und Film, Werbung und andere Medien hat bertolini die Sound Identity von ORF 1 in den Jahren von 2000 bis 2010 gestaltet, die TV-Signets für das Genre ORF Sport (2009), die Titelmusiken des ORF-Frühstücksfernsehens „Guten Morgen Österreich“ (2016), sowie viele weitere Titelmusiken und Filmmusiken (z. B. die ORF-Serie Universum, oder SOKO Kitzbühel). Von 2004 bis 2008 zeichnete Bertolini für Musik & Sounddesign der Fernsehproduktionen von Thomas Brezina verantwortlich (Drachenschatz, Forscherexpress, Tom Turbo).

## Veröffentlichungen
Veröffentlichungen unter dem Künstlernamen bertolini:
- 1994 CD-Album Evolution of Men Library Music (ARCADIA/Esovision, EV-108), Rarität
- 1995 CD-Album Dance of the Microchips Library Music (ARCADIA/Esovision, EV-172), Rarität
- 1996 Track Borderlife, Best of DJ Duracel Loveparade Sampler
- 1997 Track close2eve auf dem Sampler The Eclectic Sound of Vienna 1 (CD, Sony BMG/Spray 1997), Kult-Sampler der Wiener Elektro Szene. Gesang: Monika Ballwein.
- 2000 Single Swoboda mit der Wiener Band Rank, erscheint auch auf dem Sampler FM4 Soundselection 5.
- 2003 Soundtrack Himalayan Spirit zur Mode-/Fotopräsentation von Mariam Wahsel und Sabine Jackson im Wiener Volksgarten.
- 2006 Track All the Same auf dem Sampler Nil / Schall & Rauch 2, erschienen bei monkey.music.
- 2006 CD-Album Slinger, experimenteller Soundtrack zur gleichnamigen Impuls-Tanzperformance von Anna Schrefl.
- 2015 CD-Album CIRCLE, (Musikprojekt mit Eelco De Geus, Wolfgang Muthspiel, Julia Lachersdorfer u. a.)
- 2017 CD-Album Einfach Sein für Evelyn Vysher als Producer, Komponist, Musiker, Texter.
- 2021 CD-Album Ronny hat den Handshake für TOMASO als Producer, Komponist, Musiker.
- 2022 CD-Album BAGUA - bertolini | sasano als Producer, Komponist, Musiker.

## Werkauszug Kompositionen für TV/Film
- Bergwelten, Filmmusik (Servus TV Doku 2025)
- Österreichische Fußball-Bundesliga, Titelsignation (Sky TV, ORF 2022)
- Erlebnis Österreich, Filmmusik (ORF Doku 2022)
- Wetter Panorama, Background Music (ORF 2022)
- SOKO Kitzbühel, Filmmusiken (ZDF/ORF 2021)
- Steinbloss, Filmmusik (ORF Doku 2020)
- Cissy, Filmmusik (Dokumentation 2020)
- SOKO Kitzbühel, Filmmusiken (ZDF/ORF 2020)
- ORF Servicetipps, Filmmusiken (ORF 2020)
- Quiz mit Klasse, TV Signet, Soundtrack (ORF, 2019)
- SOKO Kitzbühel, Filmmusiken (ZDF/ORF 2019)
- Wir drehen keinen Film, Soundtrack (Kinofilm, Deutschland 2018)
- Schmeckt perfekt, TV Signet (ORF, 2018)
- SOKO Kitzbühel, Filmmusiken (ZDF/ORF 2018)
- Daheim in Österreich, TV Signet (ORF, 2017)
- Aktuell in Österreich, TV Signet (ORF, 2017)
- Mittag in Österreich, TV Signet (ORF, 2017)
- SOKO Kitzbühel, Filmmusiken (ZDF/ORF 2017)
- Guten Morgen Österreich, TV Signet (ORF, 2016)
- Bewegt in den Tag / Gesund & munter, TV Signet (ORF, 2016)
- Bürgeranwalt, TV Signet (ORF, 2016)
- Undercover Boss, TV Signet (ORF, 2013)
- Bewusst Gesund, Thementage, TV Signet (ORF, 2012)
- Ein Fall für Resetarits, TV Signet (ORF, 2010)
- Frisch gekocht mit Andi & Alex, Titelmusik Update (ORF, 2010)
- ORF Sport Plus, Sport Identity, TV Signets (ORF, 2010/2012)
- ORF Sport, Sport Identity, TV Signets (ORF, 2009)
- Porno Unplugged, Song/Soundtrack (Kinofilm, AT 2009)
- Blue Gold, Soundtrack (Kinofilm, USA 2008)
- ORF 1 Channel Identity „Werbung“, TV Signets (ORF, 2008)
- Open House, Titelmusik (ORF, 2008)
- Die Überflieger, Titelmusik/Soundtrack (ORF, 2008)
- Universum Fu Long, Soundtrack (ORF, 2008)
- Panda TV, Titelmusik/Soundtrack (ORF, 2008)
- Frisch gekocht mit Andi & Alex, Titelmusik (ORF, 2008)
- Szene, Titelmusik (ORF, 2007)
- Die liebe Familie NG, Titelmusik (ORF, 2007)
- Frisch gekocht, Titelmusiken (ORF, 2006–2007)
- Universum Schönbrunn, Soundtrack (ORF, 2006)
- Drachenschatz, Titelmusik/Soundtrack (ORF, 2006)
- Novotny & Maroudi – Zahngötter in Weiß, Titelmusik/Soundtrack (ORF, 2006)
- Undercover, Titelmusik (ORF, 2006–2008)
- Ganz schön wild – Der Tiergarten Schönbrunn, Titelmusik/Soundtrack (ORF, 2006)
- Forscherexpress, Soundtrack (ORF/NICK, 2005–2007)
- Universum Schloss Hof, Soundtrack (ORF, 2005)
- Absolut genial, Titelmusik (ATV+, 2005)
- Wer kriegt mich, Titelmusik (Puls TV, 2005)
- Danke, Titelmusik (Puls TV, 2005)
- Was gibt es Neues?, Titelmusik (ORF, 2004–2008)
- Tom Turbo, Soundtrack (ORF/NICK, 2004–2007)
- EP:Schatzl, Titelmusik/Soundtrack (SAT/KABEL1/PRO7, 2004)
- Slinger, Tanzperformance Soundtrack (IMPULS TANZ, 2003)
- Echt fett, Titelmusik (ORF, 2003–2008)
- De Luca, Titelmusik (ORF, 2002)
- Streetlife, Titelmusik (ORF, 2001)
- ORF Publikumsrat Wahl, TV & HF Signet (ORF, 2001)
- ORF 1 Channel Identity, TV Signets (ORF, 2000)
- Wodka Orange, Titelmusik (ORF, 2000)
- Die Donauklöster, Titelmusik (BR/ORF, 1999)
- Das Geheimnis des Fisches, Soundtrack (BR/ORF, 1999)
- Der Österreichische Film, TV Signet (ORF, 1999)
- Lara, Soundtrack (Roman Valent, 1997)
- Inside, Soundtrack (Roman Valent, 1996)
- Die Kranken Schwestern, Musikbeiträge (ORF, 1996)